# Sri
Pour les articles homonymes, voir Sri (homonymie).

Le terme shrî, en écriture devanagari.

Sri, écrit Shri ou Shree (devanāgarī : श्री, sanskrit : Śrī), est un mot attribué initialement à une déesse et signifiant « bonne, belle, heureuse »,. C'est également un titre de vénération donné aux dieux hindous. 

## Origine
La śrī indienne est une notion ambiguë : « bonne situation, chance, splendeur, éclat, beauté », elle est conçue comme une entité lumineuse et associée à la brillance, à la couleur blanche.
L'origine de ce mot viendrait du nom d'une déesse hindoue de la Fortune (au sens de richesse et de chance) mentionnée dans le Rig-Veda et l'Arthava-Veda. Elle est proche des caractéristiques de Lakshmi avec laquelle elle est souvent confondue. En fait, on peut aussi dire qu'elle lui est plutôt associée, et qu'elle l'aide dans sa tâche de bienfaitrice, si bien que l'on rencontre souvent l'expression Sri-Lakshmi. 

## Titre

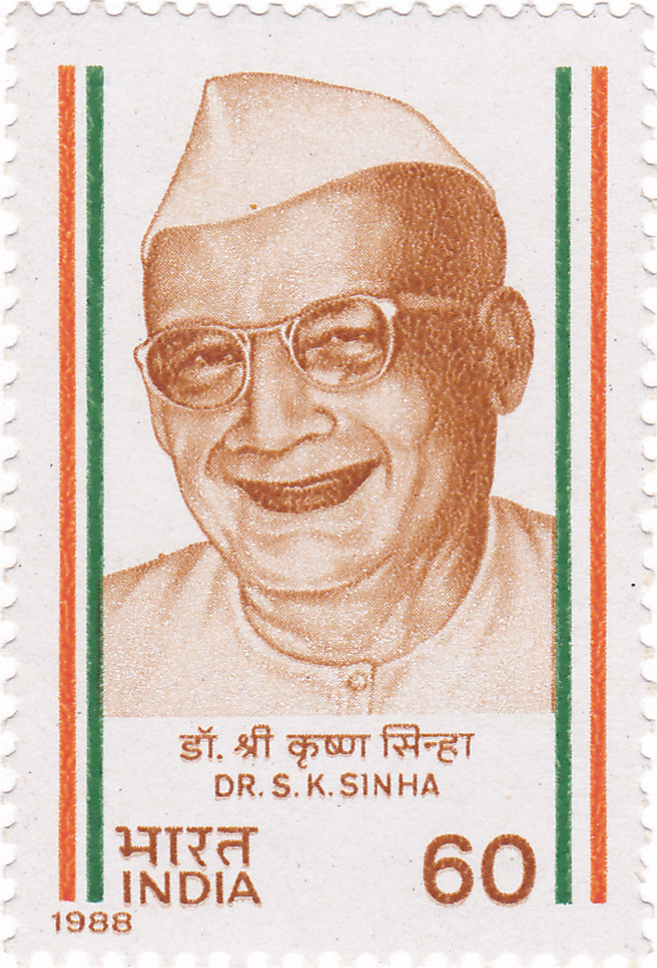
Timbre au nom et à l'effigie de Shri Krishna Sinha (1887-1961).

Avec le temps, Sri est devenu un terme honorifique courant sur le sous-continent indien. Fonctionnant comme un titre, il fut et il est encore attribué aux sages et aux gourous, comme dans le cas de Sri Aurobindo (1872 - 1950). Dans l'Inde moderne, Sri est ainsi utilisé dans le sens de « Monsieur », et son équivalent féminin est Shrimati, le suffixe -mati indiquant celle qui a un mari. Sri étant l'épithète de certains dieux hindous (par exemple Ganesh), on peut le traduire également par Seigneur. 
Le mot peut également être utilisé comme épithète d'un objet honoré, sacré (cf. infra).  

## Toponymie
Souvent considéré comme un mot favorable, Sri peut être accolé à n'importe quel nom, par exemple à des États, des villes, des montagnes, des sanctuaires... Il est alors souvent traduit par « vénérable », « prospère », « saint », « brillant » etc. C'est ainsi que l'on a Sri Lanka, Sri Pada (montagne du Sri Lanka), Sri Ksetra (en Birmanie), Sriwijaya (ancien royaume bouddhique de Sumatra), Srinagar, etc. 